# Semecarpus nidificans
Semecarpus nidificans är en sumakväxtart som först beskrevs av Carl Karl Adolf Georg Lauterbach, och fick sitt nu gällande namn av Ding Hou. Semecarpus nidificans ingår i släktet Semecarpus och familjen sumakväxter. Inga underarter finns listade i Catalogue of Life.